# Telesync
Se conoce como Telesync a la forma de copiar una película directamente de su proyección en la pantalla. El audio suele tomarse del proyector o de otra fuente sincrónica con la imagen.
Es un método muy utilizado para realizar copias piratas de producciones audiovisuales. Su calidad es muy escasa ya que no se realiza en buenas condiciones.
Se suele utilizar este término para determinar la forma en que se ha grabado las copias distribuidas en formatos digitales como VCD, DVD, o de DivX/Xvid. 
Los métodos usados por los bootleggers, aparte de este, incluyen el telecine o el DVD Rip.

## Descripción
Para pasar una película de cine (celuloide) a vídeo (TV) se utiliza la máquina llamada telecine. Entre los diferentes métodos de trabajo de los telecines está el de proyectar la película directamente a una cámara de vídeo. La calidad técnica de la imagen obtenida no es comparable con las otras tecnologías de cambio de formato pero su precio es muy competitivo. También es posible realizar la captación de la imagen proyectada sobre una pantalla.
Como curiosidad, el término telesync aparece después del título en algunas películas de gancho que pone en las redes P2P el Ministerio de Cultura de España a fin de intentar hacer una supuesta campaña contra la piratería.